# Lydia Mendoza
Lydia Mendoza (Houston, Texas, 21 de mayo de 1916 - San Antonio, Texas, 20 de diciembre de 2007) fue una guitarrista y cantante mexicoestadounidense de estilo Tex-mex, norteño, y de música tradicional mexicano-estadounidense. Fue conocida como "La Alondra de la Frontera" (en inglés "The Lark of the Border").
Mendoza aprendió a cantar y tocar de su madre y abuela. En 1928, como parte de la banda familiar, Cuarteto Carta Blanca, hizo sus primeras grabaciones para el sello Okeh Records en San Antonio.
A principios de los años 1930, Mendoza atrajo la atención de Manuel J. Cortez, pionero de la música mexicano-estadounidense en la radio. En 1934 interpretó en directo en la radio sus grabaciones de 1934 para el sello Bluebird Records. Su grabación, "Mal Hombre", se convirtió en un éxito con el que hizo una intensa gira.
El 3 de marzo de 1935, Lydia Mendoza se casó con el zapatero Juan Alvarado, con el que tuvo tres hijos. En 1961 enviudó y se volvió a casar en 1964 con Fred Martínez también de oficio zapatero y con quien no tuvo hijos.
Tras la Segunda Guerra Mundial, Mendoza grabó para la mayoría de sellos de música mexicano-estadounidense de Texas. Continuó actuando y grabando hasta que un accidente cerebrovascular en 1988 hizo que bajara su ritmo de trabajo.
Con los años, Lydia Mendoza fue objeto de numerosos premios y honores, en 1982, fue la primera persona de Texas en recibir el National Heritage Fellowship que premia a artistas de música folk de Estados Unidos por parte del organismo estatal National Endowment for the Arts. En 1999, fue galardonada con la Medalla Nacional de las Artes, y en 2003, fue galardonada con la Medalla de Texas de las Artes del Texas Cultural Trust.
Lydia Mendoza murió a la edad de 91 años. Está enterrada en el Cementerio de San Fernando en San Antonio, Texas.
En 2013 se emitirá en Estados Unidos un sello postal con su imagen.